# Подгорье (Лавровская волость)
Подго́рье — деревня в Печорском районе Псковской области России. Входит в состав сельского поселения «Лавровская волость».
Расположена в центре волости, у юго-западных окраин волостного центра, деревни Лавры, в 31 км к юго-западу от райцентра, города Печоры.

## Население
Численность населения деревни по оценке на конец 2000 года составляла 34 жителя.
| 2001 | 2002 | 2010 |
| ---- | ---- | ---- |
| 34   | ↘31  | ↘21  |